# Johannes Semler (Politiker, 1858)

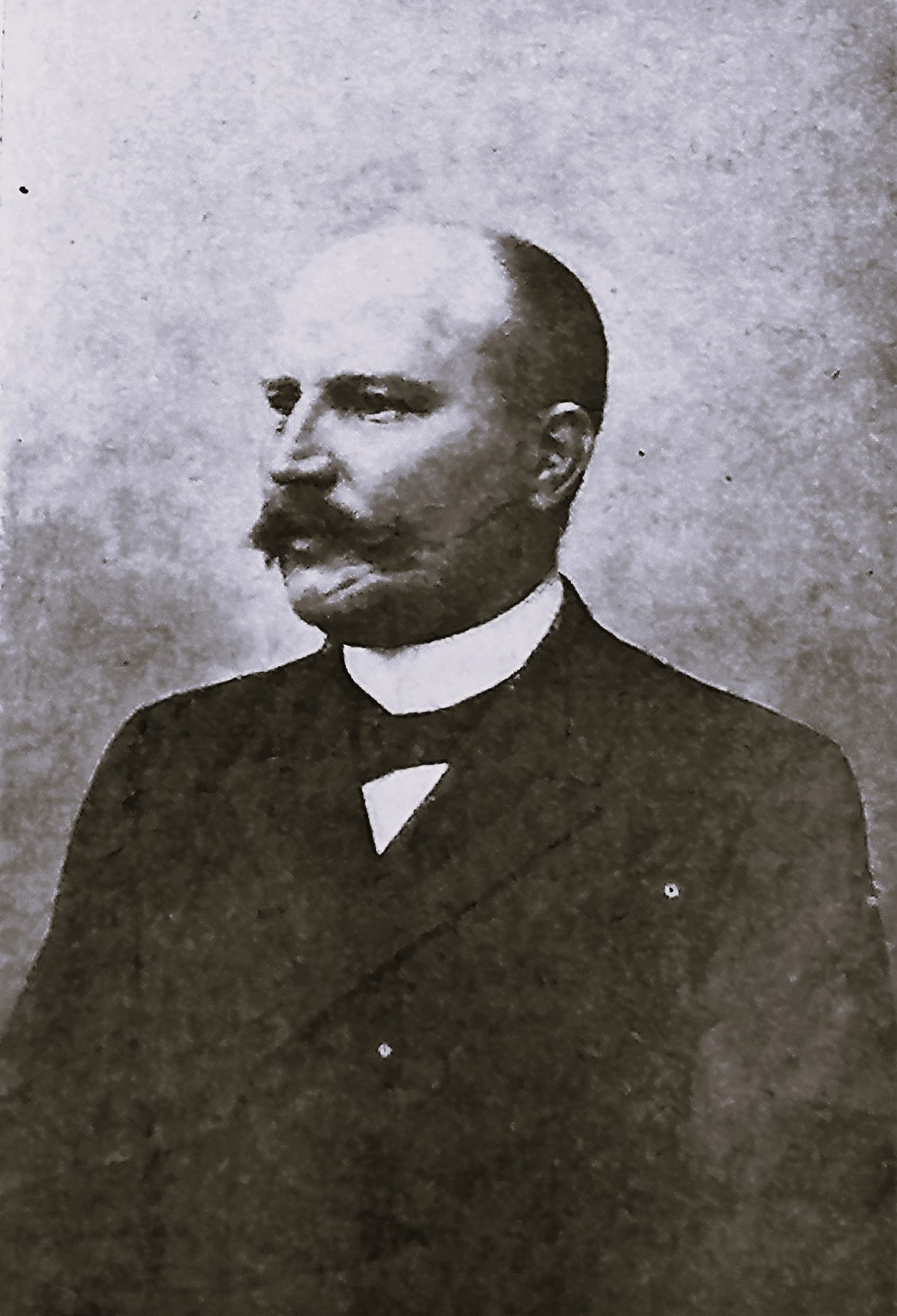
Johannes Semler

Johannes Semler (* 5. Oktober 1858 in Hamburg; † 23. September 1914 ebenda) war ein deutscher Rechtsanwalt und Politiker.

## Leben
Semler studierte Rechtswissenschaft zunächst an der Eberhard Karls Universität Tübingen und der Kaiser-Wilhelms-Universität Straßburg. 1888 wurde er im Corps Suevia Straßburg aktiv. Als Inaktiver wechselte er an die Friedrich-Wilhelms-Universität zu Berlin und die Sorbonne. Nach dem ersten Examen durchlief er in Hamburg den Vorbereitungsdienst. Nach der Assessorprüfung ließ er sich als Rechtsanwalt nieder.
Von 1889 bis 1907 saß Semler in der Hamburgischen Bürgerschaft, Fraktion Linkes Zentrum, und war von 1894 bis 1900 Mitglied des Bürgerausschusses. Des Weiteren war er der dortige Schriftführer des Vaterländischen Frauenverbandes.
Auf Initiative von Albert Ballin kandidierte er 1900 für die Nationalliberale Partei im Wahlkreis Hannover 2 (Wittmund–Aurich) als Mitglied des Reichstages und zog für diesen von 1901 bis zu seinem Tode in den Reichstag. Alle hamburgischen Reichstagswahlkreise fielen zu der damaligen Zeit sicher an Sozialdemokraten. Somit hatte wenigstens ein Vertreter des bürgerlichen Hamburgs einen Sitz im Reichstag. In dieser Funktion zeigte er besonderes Interesse an den Deutschen Kolonien. Er bereiste Togoland, Deutsch-Kamerun und Deutsch-Südwestafrika.

## Familie
Semler war mit Susanne Mönckeberg verheiratet, der ältesten Tochter des Hamburger Bürgermeisters Johann Georg Mönckeberg. Er starb kurz vor seinem 56. Geburtstag. Semler war der Vater des CSU-Politikers Johannes Semler (1898–1973) und Großvater unter anderem des AEG-Finanzchefs Johannes Semler jun. sowie des Journalisten Christian Semler.

## Werke
- Togo und Kamerun, Eindruck und Momentaufnahmen von der parlamentarischen Studienfahrt (1905)
- Meine Beobachtungen in Südwestafrika (1906)